# 金煉
金煉（1565年—1635年），字伯精，號丹庭，山東德州左衛人，明朝政治人物。

## 生平
萬曆二十五年丁酉科山东乡试第四十名舉人，三十五年（1607年）丁未科進士，授户部湖廣司主事，四十七年升河南布政使司参政，天启元年（1621），升河南按察使。二年升河南右布政兼河南按察使，凡五年，剪豪捕寇，乞休歸。崇禎初，起复补平凉道陕西布政使。固原军变，炼轻骑往讨，指顾而定。任满，致仕歸。崇禎八年卒，年七十一。崇祀乡贤祠。

## 家族
曾祖金錫，王府典膳。祖父金珤，壽官。本生祖父金瑜。父金世臣，听选官。母宋氏。具庆下。